# Брюхайм
Брюхайм (нем. Brüheim) — община в Германии, районный центр, расположен в земле Тюрингия.
Входит в состав района Гота. Подчиняется управлению Миттлерес Нессеталь.  Население составляет 532 человека (на 31 декабря 2010 года). Занимает площадь 7,45 км².